# Rachel Behringer
Rachel Behringer (geboren 1989 in Freiburg im Breisgau) ist eine deutsche Theaterschauspielerin.

## Leben
Behringer studierte Theaterwissenschaften an der Ludwig-Maximilians-Universität in München. Ihr Schauspiel-Diplom legte sie in Hannover an der Hochschule für Musik und Theater ab. Seit der Spielzeit 2016/2017 hat sie ein festes Engagement am Theater Lübeck. Sie übernahm die Rolle als Franz Moor in Schillers Die Räuber, wirkte in den Bühnen-Adaptionen von Momo und Der Untertan mit und stand über drei Spielzeiten mit dem Monolog Ich distanziere mich von allem (und jetzt gut' Nacht) von Kat Kaufmann auf der Bühne. 2021/2022 gibt sie die weibliche Hauptrolle der Wahida in der Wiederaufnahme des Dramas Vögel von Wajdi Mouawad.
Neben ihrer Arbeit auf der Bühne ist sie als Sprecherin der Lübecker Museen und für die Musikhochschule Lübeck tätig.
Die Gesellschaft der Theaterfreunde Lübeck zeichnete sie 2019 für ihre herausragenden Leistungen mit dem Jürgen-Fehling-Förderpreis aus.
Im Jahr 2021 war Behringer Jurorin der Studienstiftung des deutschen Volkes im Bereich Schauspiel.